# Seleção Suíça de Voleibol Masculino
A seleção suíça de voleibol masculino é uma equipe europeia composta pelos melhores jogadores de voleibol da Suíça. A equipe é mantida pela Associação Suíça de Voleibol (Swiss Volley). A equipe não consta no ranking mundial da FIVB segundo dados de 4 de janeiro de 2012.